# Timandra responsaria
Timandra responsaria là một loài bướm đêm trong họ Geometridae.